# Burcei
Burcei – miejscowość i gmina we Włoszech, w regionie Sardynia, w prowincji Sud Sardynia. Graniczy z San Vito, Sinnai i Villasalto.
Według danych na rok 2004 gminę zamieszkiwało 2978 osób, 31,7 os./km².